# Tebipenempivoxil
Tebipenempivoxil ist ein Arzneistoff, der zur Gruppe der Carbapeneme gehört und peroral wirksam ist. In Japan erhielt es im Februar 2009 die Zulassung zur Behandlung bestimmter Infektionskrankheiten bei Kindern. Tebipenempivoxil wird dort von der Firma Meiji Seika unter dem Namen Orapenem vertrieben. In Europa besteht keine Zulassung.

## Pharmakologie
Tebipenempivoxil ist ein Prodrug des Tebipenems, eines Arzneistoffs aus der Gruppe der β-Laktam-Antibiotika, der durch Hemmung der Bakterienzellwandsynthese bakterizid wirkt.

## Wirkungsspektrum
Tebipenempivoxil ist in Japan für die Behandlung von Kindern zugelassen, da diese orale Antibiotika oftmals besser vertragen als Infusionen. Angezeigt ist die Behandlung mit Tebipenem bei durch Erreger wie Pneumokokken und Haemophilus influenza – die vielfach gegenüber anderen Antibiotika Resistenzen entwickeln – verursachte Infektionskrankheiten wie Mittelohrentzündung, Lungenentzündung und Sinusitis.